# Eurycyde flagella
Eurycyde flagella är en havsspindelart som beskrevs av Nakamura, K. och S. Chullasorn 2000. Eurycyde flagella ingår i släktet Eurycyde och familjen Ammotheidae. Inga underarter finns listade i Catalogue of Life.